# Eric Swalwell

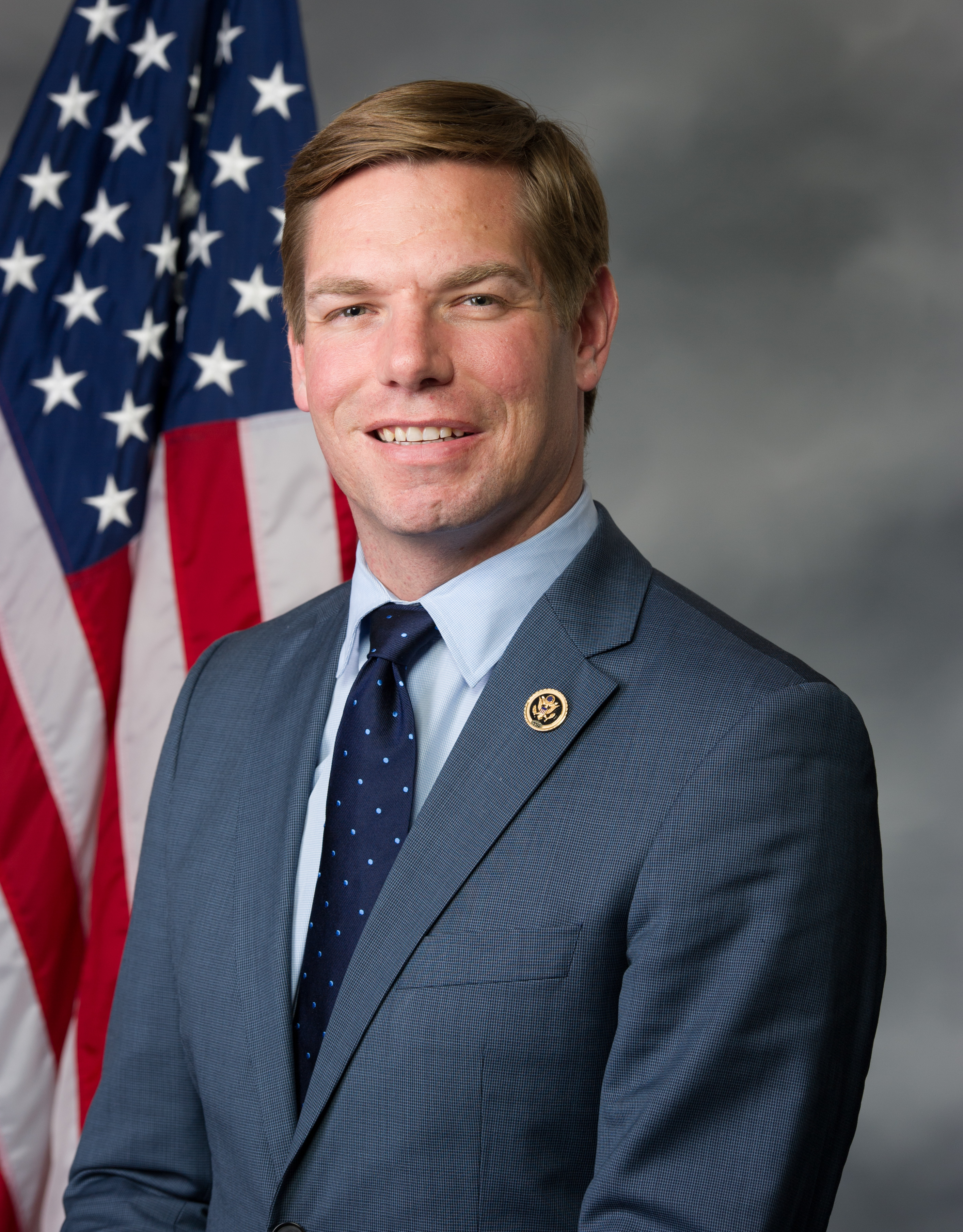
Eric Swalwell (2016)

Eric Michael Swalwell Jr. (* 16. November 1980 in Sac City, Sac County, Iowa) ist ein US-amerikanischer Politiker der Demokratischen Partei. Seit 2013 vertritt er den Bundesstaat Kalifornien im US-Repräsentantenhaus.

## Leben

### Studium, juristische Tätigkeit und erste politische Schritte
Eric Swalwell wurde 1980 als ältester von vier Söhnen in Sac City, Iowa geboren. Sein Vater war der Polizeichef von Algona, Iowa. Nachdem sein Vater seine Anstellung als Polizist verloren hatte, zog die Familie 1986 nach Kalifornien und ließ sich schließlich, Swalwell war gerade elf Jahre alt, in Dublin in Alameda County nieder. Swalwell verbrachte seine Jugend in der East Bay und besuchte die örtlichen Schulen. Im Jahr 1999 schloss er die dortige Dublin High School ab. Ein Sportstipendium an der Campbell University in North Carolina ermöglichte es ihm, als erstes Mitglied seiner Familie, das College zu besuchen. Nach zwei Jahren und Sportverletzungen, die ihm das Sportstipendium kosteten, wechselte er an die University of Maryland, College Park. Swalwell, der infolge seiner Sportverletzung seine Zukunft überdachte, begann sich verstärkt für Politik zu interessieren. Mit selbiger kam er nun noch während seiner Studienzeit erstmals in Berührung, als er 2001 und 2002 als unbezahlter Praktikant dem Stab der Kongressabgeordneten Ellen Tauscher angehörte, welche den 10. Kongresswahlbezirk Kaliforniens vertrat. 2003 erhielt er an seiner Universität einen Bachelor of Arts in Government and Politics. Anschließend setzte er sein Studium an der Law School der University of Maryland, Baltimore County fort, wo er 2006 seinen Juris Doctor erhielt.
Swalwell kehrte nun in die East Bay zurück und war von 2006 bis 2012 stellvertretender Bezirksstaatsanwalt im Alameda County. Daneben gehörte er von 2010 bis 2012 dem Stadtrat von Dublin an.

### Politische Karriere
Bei der Wahl 2012 wurde Swalwell im 15. Kongresswahlbezirk Kaliforniens erstmals in das US-Repräsentantenhaus in Washington, D.C. gewählt, wo er am 3. Januar 2013 die Nachfolge von Mike Honda antrat, der nach einer Umstrukturierung der Wahlkreise (redistricting) in den 17. Kongresswahlbezirk wechselte. Bei der Wahl hatte er sich mit 52,1 zu 47,9 Prozent der Stimmen gegen seinen Parteikollegen und langjährigen Mandatsinhaber Pete Stark durchgesetzt. Er konnte zwei Wiederwahlen in den Jahren 2014 und 2016 mit 69,8 Prozent bzw. 73,8 Prozent für sich entscheiden. Bei der Wahl 2018 siegte Swalwell in seiner dritten Wiederwahl mit 71,2 Prozent der Stimmen und gehörte damit auch dem 116. Kongress an, der 2019 begann.
Swalwell verkündete im April 2019 seine Kandidatur für die Präsidentschaftswahl 2020 in der Late-Night-Show von Stephen Colbert. Fokus seiner Kampagne waren ein Generationenwechsel in der Demokratischen Partei und die Bekämpfung von Waffengewalt. Am 8. Juli 2019 beendet Swalwell als erster demokratischer Kandidat seine Kampagne. Er konzentrierte sich stattdessen auf die Wiederwahl zum Kongress, obwohl er dies als Präsidentschaftskandidat ausgeschlossen hatte. Er erhielt in der Vorwahl im 15. Kongresswahlbezirk 59 % der Stimmen und qualifizierte sich mit der Republikanerin Alison Hayden (17 %) für die Stichwahl. Die Wahl im November 2020 entschied er dann mit 70,9 % für sich. 2021 übernahm er die Rolle des Impeachment Managers beim Zweiten Amtsenthebungsverfahren gegen Donald Trump.
2022 qualifizierten sich erneut Swalwell und Hayden in der Vorwahl und er gewann mit 69,3 %. In der folgenden Kongresswahl 2024 qualifizierten sich Eric Swalwell und für die Republikaner Vin Kruttiventi. Swalwell gewann am Ende den 14. Wahlkreis mit  67,8 %.

### Familie
Swalwell ist seit Oktober 2016 in zweiter Ehe verheiratet. Seine erste Ehe wurde geschieden. Aus seiner zweiten Ehe gingen zwei Kinder, ein Sohn und eine Tochter, hervor.